# Futbol dawnych czasów
Futbol dawnych czasów (oryg. Régi idők focija) – węgierska komedia z 1973 roku.
Węgierska Akademia Artystyczna umieściła Futbol dawnych czasów na liście 53 najlepszych węgierskich filmów XX wieku.

## Fabuła
Akcja filmu ma miejsce w Budapeszcie w latach 20. XX wieku. Właściciel pralni, Ede Minarik, zaniedbując sprawy zawodowe i rodzinne, zakłada klub piłkarski o nazwie Csabagyöngye SC, co wiąże się z licznymi trudnościami. Najlepszym pozyskanym przez Minarika zawodnikiem jest bramkarz.

## Obsada
Źródło: port.hu
- Dezső Garas – Ede Minarik
- Tamás Major – pan Kerényi
- András Kern – Kövesi
- Károly Vogt – Vallay
- Hédi Temessy – kobieta w kapeluszu
- Gizi Péter – Aranka Minarik
- László Márkus – Pipi Turner
- Cecília Esztergályos – Ila Bodó
- Ildikó Szabó – dziewczyna z kromką chleba z masłem
- István Verebes – kierownik
- Zoltán Benkóczy – Maitoff
- Gergely Bikácsy – sędzia